# Wikipédia em árabe egípcio
A Wikipédia em árabe egípcio (em árabe egípcio: ويكيبيديا مصرى) é a versão em árabe egípcio da Wikipédia, a enciclopédia de licença livre.
Em junho de 2020, era a terceira wikipédia mais vista no Egito, com 961 000 visualizações.

## Cronologia
- 30 de março de 2008: A versão egípcia da Wikipédia é proposta.[4]
- 2 de abril de 2008: A Wikipédia em árabe egípcio é criada.
- 6 de dezembro de 2008: 100 artigos.[5]
- 21 de dezembro de 2008: 200 artigos.[5]
- 22 de janeiro de 2009: 500 artigos.[6]
- 31 de janeiro de 2009: 1.000 artigos.[6]
- 14 de março de 2009: 2.000 artigos.[6]
- 7 de junho de 2009: 3.000 artigos.
- 6 de dezembro de 2009: 4.000 artigos.
- 7 de março de 2010: 5.000 artigos.[7]
- 5 de março de 2013: 10.000 artigos.[8]